# 7 luglio
Il 7 luglio è il 188º giorno del calendario gregoriano (il 189º negli anni bisestili). Mancano 177 giorni alla fine dell'anno.

## Eventi
- 1456 – Giovanna d'Arco viene assolta 25 anni dopo essere stata giustiziata;
- 1460 – Re Ferrante d'Aragona di Napoli viene sconfitto dal pretendente al trono Giovanni II di Lorena nella battaglia di Sarno;
- 1495 – Re Ferrandino d'Aragona rientra trionfante a Napoli dopo aver scacciato i francesi dal Regno[1] ;
- 1520 – Gli spagnoli guidati da Hernán Cortés sconfiggono l'esercito azteco nella battaglia di Otumba;
- 1534 – Primo incontro noto fra europei e amerindi del Golfo di San Lorenzo, nel Nuovo Brunswick, durante il primo viaggio di Jacques Cartier;
- 1647 – Scoppia a Napoli la rivolta di Masaniello contro il vicereame spagnolo;
- 1707 – Juan Manuel Fernández Pacheco, ultimo viceré spagnolo di Napoli, lascia la città e si imbarca per Gaeta. Nel pomeriggio dello stesso giorno le truppe imperiali entrano a Napoli, segnando l'inizio della dominazione austriaca;
- 1798 – Il Congresso degli Stati Uniti rescinde i trattati con la Francia innescando la Quasi-guerra;
- 1799 – Gli uomini di Ranjit Singh prendono posizione fuori Lahore;
- 1807 – Pace di Tilsit fra Francia, Prussia e Russia;
- 1828 – Il villaggio di Bosco è distrutto a cannonate da Francesco Saverio del Carretto, capo della gendarmeria delle Due Sicilie, per aver accolto gli insorti che reclamavano la costituzione da Francesco I delle Due Sicilie;
- 1846 – Agendo su istruzioni da Washington, il commodoro John Drake Sloat ordina alle sue truppe di occupare Monterey e Yerba Buena dando il via all'annessione della California agli Stati Uniti d'America;
- 1868 – La Camera del nuovo Regno d'Italia vota a favore della tassa sul macinato;
- 1881 – Prima pubblicazione del libro Le avventure di Pinocchio. Storia di un burattino di Carlo Collodi, precedentemente divulgato a puntate su un quotidiano per ragazzi e poi rivisto ed espanso per l'edizione in volume;
- 1898 – Gli USA annettono le Hawaii;
- 1915 – Fine della prima battaglia dell'Isonzo;
- 1919 – Viene commercializzata la bibita Calpis;
- 1930 – Inizia la costruzione della Diga Boulder (oggi nota come Diga Hoover);
- 1937 – Seconda guerra sino-giapponese: incidente del ponte di Marco Polo: le forze giapponesi invadono la Cina;
- 1941 – Seconda guerra mondiale: le forze armate statunitensi sbarcano in Islanda per prevenire un'invasione tedesca;
- 1944 – Seconda guerra mondiale: le donne carraresi scendono in piazza impedendo lo sfollamento della città;
- 1946 – Madre Francesca Saverio Cabrini diventa la prima cittadina statunitense a essere canonizzata dalla Chiesa cattolica;
- 1953 – Subito dopo la laurea, Ernesto Guevara parte per il suo secondo viaggio in America Latina visitando Bolivia, Perù, Ecuador, Panama, Costa Rica, Nicaragua, Honduras ed El Salvador, ricevendone una profonda impressione e incontrando per la prima volta Fidel Castro e Hilda Gadea;
- 1958 – Il presidente statunitense Dwight Eisenhower converte in legge l'Alaska Statehood Act;
- 1959 – Il pianeta Venere occulta la stella Regolo: il raro evento astronomico consente di misurare il diametro del pianeta e di valutare la composizione della sua atmosfera;
- 1960 – Cinque operai perdono la vita durante scontri fra le forze dell'ordine e i lavoratori: l'evento, noto anche come Strage di Reggio Emilia, ha dato il nome a una piazza della città, "Piazza Martiri del 7 luglio";
- 1969
  - La lingua francese viene parificata a quella inglese in tutto il governo federale del Canada benché il francese sia prima lingua solo nel Québec;
  - I Plastic Ono Band pubblicano il singolo Give Peace a Chance, registrato durante un bed-in a Montréal;
- 1974 – A Monaco di Baviera la Germania Ovest vince i mondiali di calcio per la seconda volta nella sua storia;
- 1978 – Le Isole Salomone ottengono l'indipendenza dal Regno Unito;
- 1980 – Istituzione della Shari'a in Iran;
- 1983 – Samantha Smith, una studentessa statunitense, vola in Unione Sovietica su invito del premier Jurij Vladimirovič Andropov come "ambasciatrice di buona volontà" nell'ambito della guerra fredda;
- 1991 – Gli Accordi di Brioni pongono fine alla guerra dei dieci giorni, o guerra d'indipendenza slovena;
- 1994
  - Aden viene occupata dalle truppe dello Yemen del Nord;
  - Nel porto di Djen-Djen, in Algeria, terroristi del Gruppo Islamico Armato (GIA) compiono una strage uccidendo nel sonno tutti e sette i marittimi italiani imbarcati sulla nave da carico Lucina;
- 1999 – Il mezzofondista marocchino Hicham El Guerrouj stabilisce il nuovo record mondiale sul miglio allo Stadio Olimpico di Roma: 3'44"39;
- 2004 – Scade l'ultimo brevetto dell'algoritmo di compressione LZW (in Canada);
- 2005 – Una sequenza di attacchi terroristici sconvolge Londra causando 56 morti e centinaia di feriti;
- 2007
  - Si svolge il Live Earth, una serie di concerti in 11 località in tutto il mondo per sensibilizzare l'umanità sul surriscaldamento globale; vi partecipano oltre 150 star della musica pop e rock[2];
  - Papa Benedetto XVI emana il motu proprio Summorum Pontificum che liberalizza la messa tridentina;
- 2009 – Allo Staples Center di Los Angeles si svolgono i funerali del cantante e ballerino Michael Jackson, morto il 25 giugno dello stesso anno a 50 anni per un'intossicazione acuta da propofol, un potente anestetico[3];
- 2018 – Papa Francesco incontra a Bari i patriarchi delle Chiese cristiane orientali (cattolici, ortodossi, protestanti) nella Basilica di San Nicola.

## Nati
Ci sono circa 1 150 voci su persone nate il 7 luglio; vedi la pagina Nati il 7 luglio per un elenco descrittivo o la categoria Nati il 7 luglio per un indice alfabetico.

## Morti
Ci sono circa 510 voci su persone morte il 7 luglio; vedi la pagina Morti il 7 luglio per un elenco descrittivo o la categoria Morti il 7 luglio per un indice alfabetico.

## Feste e ricorrenze

### Civili
Internazionali:
- Giornata mondiale del cioccolato[4] nella data in cui Joseph Fry creò la prima tavoletta di cioccolato (7 luglio 1847)
- Giornata mondiale della lingua Kiswahili[5]

Nazionali:
- Bhutan – Guru Rinpoche
- Cina – Chih Nu (Festa della Via Lattea)
- Giappone – Tanabata
- Isole Salomone – Festa dell'indipendenza (1978)
- Tanzania – Giorno di Saba Saba (o Giorno dei contadini, fondazione del partito TANU, 1954)
- Yemen – Giorno dell'unità nazionale

### Religiose
Cristianesimo:
- Sant'Antonino Fantosati, martire
- Sant'Apollonio, vescovo e martire
- Sant'Edda di Winchester, vescovo
- Santa Etelburga di Faremoutiers, badessa
- San Giuseppe Maria Gambaro, martire
- San Mael Ruain, vescovo e abate
- San Marco Ji Tianxiang, padre di famiglia, medico e martire
- Santa Maria Guo Lizhi, martire
- Sant'Oddone di Urgel, vescovo
- San Panteno
- San Villibaldo di Eichstätt, vescovo
- Beato Benedetto XI, papa
- Beato Giovanni Giuseppe Juge de Saint-Martin, martire
- Beata Ifigenia di San Matteo (Francesca Maria Susanna de Gaillard de la Valdène), martire
- Beata María Romero Meneses
- Beato Oddino Barotti
- Beato Peter To Rot, martire della Papuasia
- Beati Ruggero Dickinson, Rodolfo Milner e Lorenzo Humphrey, martiri

Religione romana antica e moderna:
- None
- None Caprotine
- Scomparsa di Romolo (Romulus non apparuit)
- Ludi Apollinari, terzo giorno